# Warcin
Warcin [pronunciación en polaco: /ˈvart͡ɕin/] (en alemán: Wallhof) es un pueblo ubicado en el distrito administrativo de Gmina Skwierzyna, dentro del condado de Międzyrzecz, Voivodato de Lubusz, en el oeste de Polonia. Se encuentra a unos 10 kilómetros al noroeste de Skwierzyna, a 28 kilómetros al noroeste de Międzyrzecz, y a 14 kilómetros al sureste de Gorzów Wielkopolski.